# Европейски път E18
E18 е европейски маршрут, преминаващ от Крейгейвън, Северна Ирландия през Великобритания, Норвегия, Швеция и Финландия до Русия. Дължината на маршрута е около 1890 km.
През 2013 г. Eвропейският съюз приема проект за финансиране на търговски дейности по протежение на пътя.

## Нюанси
- Макар че правителството на Обединеното кралство участва във всички действия, свързани с европейските маршрути,[3] пътните знаци и билбордове в страната не са съответно обозначени.
- По-рано е било възможно пътят да се премине от началото му в Северна Ирландия до края в Санкт Петербург, без използване на алтернативни пътища. През октомври 2006 г. обаче операторът DFDS затваря няколко своите фериботни линии и по-специално маршрута Нюкасъл—Кристиансан[4](През 2008 г., поради икономическа несъстоятелност, беше затворена линията и до Берген)[5]. По този начин морските връзки между Великобритания и Норвегия са напълно прекратени.

## Галерия
- Е18 между Лисбърн и Крейгейвън, Северна Ирландия
- Е18 преди тунела „Братхейя“, под Лилесан, провинция Ауст-Агдер, Норвегия
- E18 в провинция Вестфол, Норвегия
- Пункт за плащане на пътна такса на Е18 във Вестфол, Норвегия
- Е18 край Драмен: Драменският мост
- Е18 в Осло в близост до терминала Color Line
- Е18 в Осло
- Е18 в град Тьошкфорс на шведско-норвежката граница, западна Швеция
- Е18 в участъка Карлскуга – Кристинехамн
- Е18 в участък край град Вестерос
- Еколсунският мост над Меларен край Стокхолм
- Е18 в бизнес района на Турку – Купитаа, Финландия
- Тунел на участъка на Е18 под град Сало, западна Финландия
- Участъкът на Е18 на „Хелсинския пръстен“ във Вантаа, Финландия
- Е18 край развлекателния център „Фламинго“ във Вантаа, Финландия